# Stazione di Brigata Bari
La stazione di Brigata Bari è una fermata di Bari posta sulla linea ferrovia Bari-Barletta, gestita dalla società Ferrotramviaria. È localizzata in Via Brigata Bari.

## Movimento
La fermata è servita dai treni regionali in servizio sulle linee denominate FR 1, FR 2, FM 1 e FM 2 delle ferrovie del Nord Barese.